# Grapefruit (álbum)
Grapefruit  é o primeiro álbum de estúdio de Maaya Sakamoto. Foi lançado em 23 de abril de 1997 pela Victor Entertainment e possui onze faixas. Foi relançado em 2010 pela FlyingDog (subsidiária da Victor Entertainment criada posteriormente).

## Produção
Sakamoto, também seiyū, foi escalada para ser a voz da protagonista do anime Tenkū no Escaflowne, lançado em 1996. Algumas músicas da série foram cantadas por ela, incluindo a abertura, Yakusoku wa Iranai; e cinco delas estão inclusas no álbum, sendo que "Tomodachi", canção que foi lançada no single da abertura, foi traduzida para o inglês para este álbum e renomeada "MY BEST FRIEND". A produção do álbum e a composição das músicas ficaram a cargo da renomada Yoko Kanno, responsável por outras trilhas de sucesso, como a de Cowboy Bebop; já Sakamoto se aventurou em escrever a letra de três músicas. O título do álbum veio da imagem do sol envolto por nuvens.

## Recepção
O CD Journal, ao analisar o álbum, disse que ele é "cheio dos perfumes doces e azedos da juventude. As letras, melodia e vocais são honestos." Também elogia bastante a composição.
No relançamento de 2010, Toshihiro Baba, da Tower Records, elogiou o álbum, dizendo que "é cheio de sons pop de alta qualidade". Também elogia as composições de Kanno e a música "Yakusoku wa Iranai", chamando-a de "canção pop divina e verdadeiramente perfeita". Ele encerra dizendo que "com este álbum cheio de originalidade, a épica jornada de Maaya Sakamoto começa".

## Legado
O álbum foi o primeiro de uma parceria duradoura entre a Sakamoto e Kanno. Até 2003, ela rendeu quatro álbuns, duas coletâneas e um mini álbum - sem contar as participações de Sakamoto no álbum 23-Ji no Ongaku, de Kanno - quando foi encerrada devido ao desejo de Sakamoto de explorar outros estilos de composição. Entretanto, se reuniram em 2008 com o single Triangler, abertura de Macross Frontier, e colaboram esporadicamente até hoje.

## Faixas
| N.º            | Título                                                            | Letras                         | Música         | Arranjo        | Duração |  |
| 1.             | "Feel Myself"                                                     | M. Sakamoto e Yuho Iwasato     | Y. Kanno       | Y. Kanno       | 6:54    |  |
| 2.             | "I and I"                                                         | Y. Iwasato                     | Y. Kanno       | Y. Kanno       | 5:15    |  |
| 3.             | "Grapefruit"                                                      | Y. Iwasato                     | Y. Kanno       | Y. Kanno       | 5:22    |  |
| 4.             | "Migi Hoppe no Nikibi"                                            | M. Sakamoto                    | Y. Kanno       | Y. Kanno       | 4:03    |  |
| 5.             | "Pocket wo Kara ni Shite" (de Escaflowne)                         | Y. Iwasato                     | Y. Kanno       | Y. Kanno       | 4:01    |  |
| 6.             | "Orange Iro to Yubikiri"                                          | M. Sakamoto                    | Y. Kanno       | Y. Kanno       | 4:43    |  |
| 7.             | "Aoi Hitomi (REMIX)" (de Escaflowne)                              | Y. Iwasato                     | Y. Kanno       | Y. Kanno       | 3:16    |  |
| 8.             | "Yakusoku wa Iranai" (abertura de Escaflowne)                     | Y. Iwasato                     | Y. Kanno       | Y. Kanno       | 3:32    |  |
| 9.             | "MY BEST FRIEND" (versão de "Tomodachi" em inglês, de Escaflowne) | Y. Iwasato e etsuko (tradução) | Y. Kanno       | Y. Kanno       | 3:41    |  |
| 10.            | "Kaze ga Fuku Hi (Ma-aya version)" (de Escaflowne)                | Y. Iwasato                     | Y. Kanno       | Y. Kanno       | 5:53    |  |
| 11.            | "Sono Mama de Iin da"                                             | Gabriela Robin                 | Y. Kanno       | Y. Kanno       | 4:51    |  |
| Duração total: | Duração total:                                                    | Duração total:                 | Duração total: | Duração total: | 51:31   |  |